# سباستین تایرالا
سباستین تایرالا (انگلیسی: Sebastian Tyrała؛ زادهٔ ۲۲ فوریهٔ ۱۹۸۸) بازیکن فوتبال اهل لهستان است.
از باشگاه‌هایی که در آن بازی کرده‌است می‌توان به باشگاه فوتبال گروتر فورث، باشگاه فوتبال بروسیا دورتموند، باشگاه فوتبال قوت-وایس ارفورت، و باشگاه فوتبال اسنابروک اشاره کرد.
وی همچنین در تیم‌های ملی فوتبال جوانان آلمان، زیر ۲۱ سال لهستان، و لهستان بازی کرده‌است.